# Pigmalión
Pigmalión (en griego Πυγμαλίων) es una figura de la mitología de Chipre. Aunque Pigmalión es la versión griega del nombre real fenicio Pumayyaton, es más familiar a partir de Las metamorfosis de Ovidio, obra en la que se presenta a Pigmalión como un escultor enamorado de una estatua que había hecho él mismo.
Ninguna fuente mitográfica nos revela quiénes eran los progenitores de Pigmalión. No obstante también se conoce a otro Pigmalión —si es que ambos no son versiones diferentes del mismo mito de origen semita—, como un rey de Tiro, hijo de Muto y hermano de la desdichada Dido.

## En Ovidio
Pigmalión, rey de Chipre, buscó durante muchísimo tiempo a una mujer con la cual casarse. El rey, con anterioridad, había visto como las Proprétides se prostituían, y decidió desde entonces alejarse de las mujeres, practicando el celibato. No obstante Pigmalión buscaba la belleza de una mujer pero con una condición: debía ser la mujer perfecta. Frustrado en su búsqueda, decidió no casarse y dedicar su tiempo a crear esculturas preciosas para compensar la ausencia. Una de estas era tan bella que Pigmalión se enamoró de la estatua. La estatua fue llamada Galatea, aunque este nombre no aparece en las fuentes mitográficas.
Mediante la intervención de Afrodita, Pigmalión soñó que Galatea cobraba vida. En la obra Las metamorfosis, de Ovidio, se relata así el mito:

Pigmalión se dirigió a la estatua y, al tocarla, le pareció que estaba caliente, que el marfil se ablandaba y que, deponiendo su dureza, cedía a los dedos suavemente, como la cera del monte Himeto se ablanda a los rayos del Sol y se deja manejar con los dedos, tomando varias figuras y haciéndose más dócil y blanda con el manejo. Al verlo, Pigmalión se llena de un gran gozo mezclado de temor, creyendo que se engañaba. Volvió a tocar la estatua otra vez y se cercioró de que era un cuerpo flexible y que las venas daban sus pulsaciones al explorarlas con los dedos.

Al despertar, Pigmalión se encontró con Afrodita, quien, conmovida por el deseo del rey, le dijo: «mereces la felicidad, una felicidad que tú mismo has plasmado. Aquí tienes a la reina que has buscado. Ámala y defiéndela del mal». Y así fue como Galatea se convirtió en humana.
A Pigmalión se le asocian dos hijas. Se dice que su nueva esposa, antes una estatua, «alumbró a Pafos, de la que la isla recibe su nombre». Otros refieren que Cíniras fundó Pafos y se desposó con Metarme, hija de Pigmalión.

## El mito de Pigmalión en la cultura

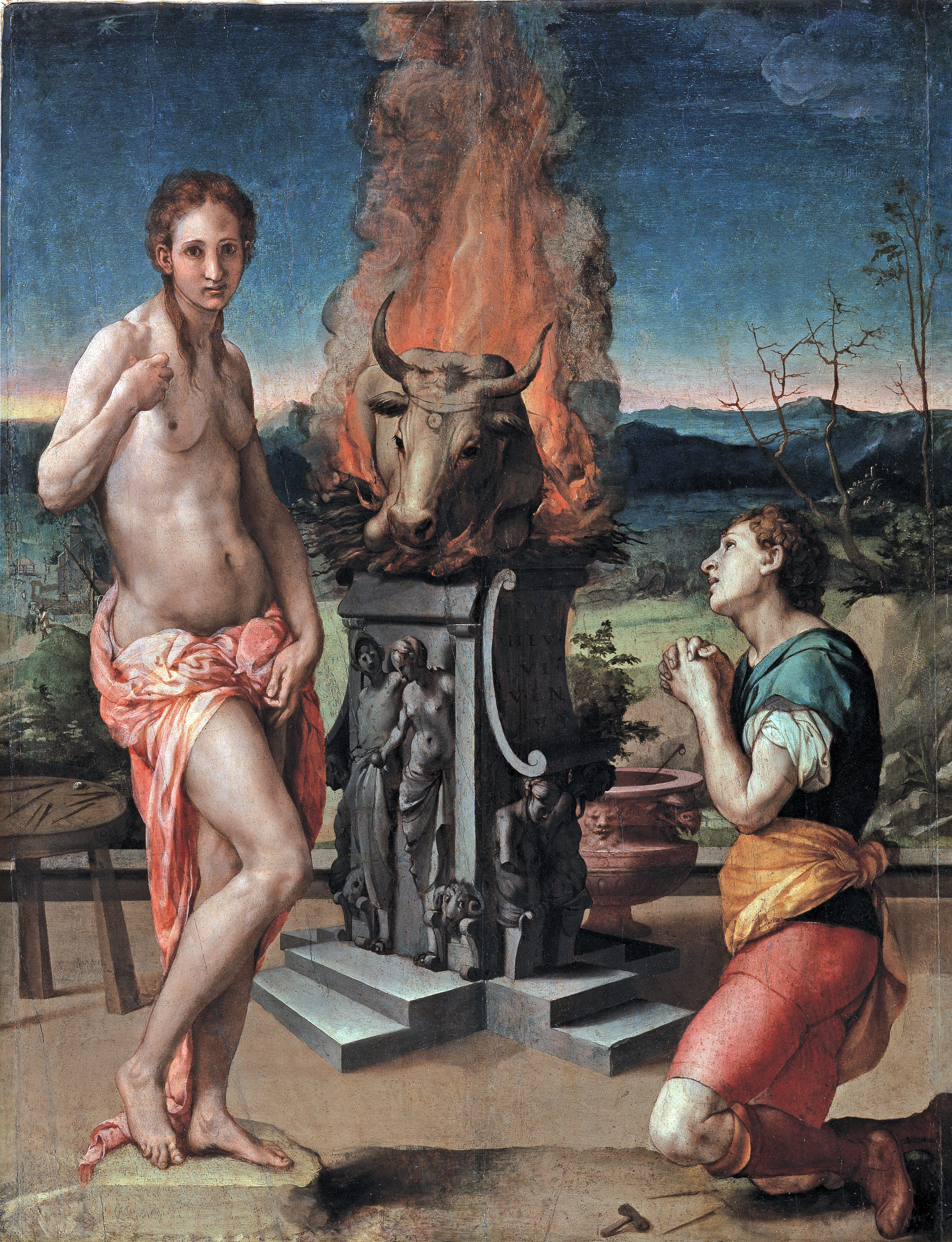
Pigmalión, de Angelo Bronzino (1530).

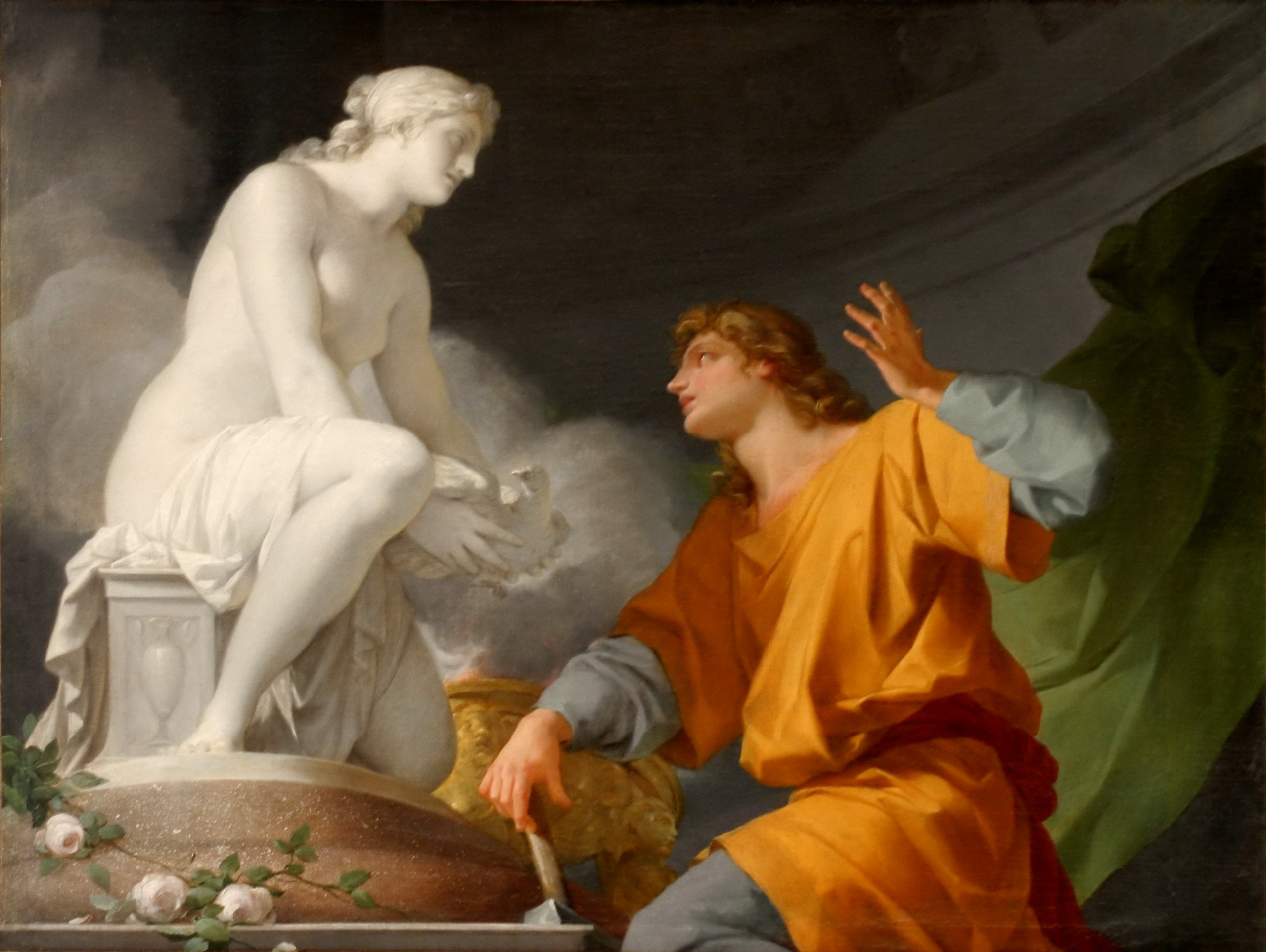
Pigmalión, de Jean-Baptiste Regnault de 1786, Museo Nacional del Palacio de Versalles.

La historia de Pigmalión básica ha sido ampliamente transmitida y representada en las artes a través de los siglos. En una fecha desconocida, autores posteriores dan tal nombre a la estatua de la ninfa del mar Galatea. Goethe la llama Elise, basándose en las variantes en la historia de Dido/Elisa.
Una variante de este tema también puede verse en la historia de Pinocho, en el que un muñeco de madera se transforma en un niño de verdad, aunque en este caso el títere posee sensibilidad antes de su transformación; es el títere quien implora el milagro y no su creador, el tallador de madera Geppetto.
En la escena final de Cuento de invierno de William Shakespeare una estatua de la reina Hermíone cobra vida y se manifiesta como Hermíone misma, lo cual lleva la obra a una conclusión de reconciliaciones.
En la obra de teatro Pigmalion de George Bernard Shaw, que es una versión moderna del mito con un sutil toque de feminismo, la florista de clase baja Eliza Doolittle es prácticamente "revivida" por un profesor de fonética, Henry Higgins, quien le enseña a perfeccionar su acento y conversación en situaciones sociales.
La historia del monstruo de Frankenstein también es una referencia a Pigmalión.
Este mito es referenciado, mediante un juego de palabras en el título del episodio Pigmoelion, perteneciente a la undécima temporada de la serie de televisión Los Simpson. En dicho capítulo, Moe se somete a una cirugía estética facial, para cambiar su rostro y obtener uno más ajustado a los cánones de belleza, lo que le hace lograr un trabajo como actor en telenovelas.
El mítico video I Feel Fantastic de John Bergeron, protagonizado por su creación, Tara The Android, es una inquietante pero original modernización del mito de Pigmalión.
La historia ha sido objeto de notables pinturas de Agnolo Bronzino, Jean-Léon Gérôme, Honoré Daumier, Edward Burne-Jones (cuatro obras mayores de 1868-1870, más adelante de nuevo en grandes versiones de 1875-1878 con el título de Pigmalión y la estatua), Auguste Rodin, Ernest Normand, Paul Delvaux, Francisco de Goya, Franz von Stuck, François Boucher y Thomas Rowlandson, entre otros. También se han producido numerosas esculturas del "despertar".

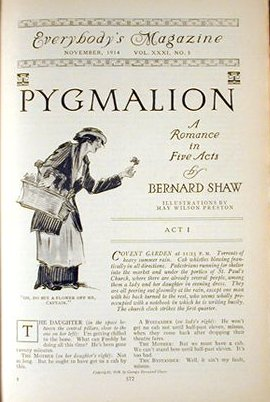
Primera publicación estadounidense serializada de Pigmalión de George Bernard Shaw, noviembre de 1914.

| Autor                  | Poema                                                 | Año  | País                                            |
| ---------------------- | ----------------------------------------------------- | ---- | ----------------------------------------------- |
| John Marston           | Pigmalion (The Argument of the Poem)                  | 1598 | Reino de Inglaterra                             |
| John Dryden            | Pygmalion and the Statue                              | 1700 | Reino de Inglaterra                             |
| Friedrich Schiller     | Los ideales                                           | 1795 | Sacro Imperio Romano Germánico                  |
| Thomas Lovell Beddoes  | Pygmalion, or the Cyprian Statuary                    | 1825 | Reino Unido de Gran Bretaña e Irlanda           |
| William Cox Bennett    | Pygmalion (Queen Eleanor's Vengeance and Other Poems) | 1856 | Reino Unido de Gran Bretaña e Irlanda           |
| Arthur Henry Hallam    | Lines Spoken in the Character of Pygmalion            | 1863 | Reino Unido de Gran Bretaña e Irlanda           |
| Robert Buchanan        | Pygmalion the Sculptor (Undertones)                   | 1864 | Reino Unido de Gran Bretaña e Irlanda           |
| William Morris         | Pygmalion and the Image (Earthly Paradise)            | 1868 | Reino Unido de Gran Bretaña e Irlanda           |
| Emily Henrietta Hickey | A Sculptor and Other Poems                            | 1881 | Reino Unido de Gran Bretaña e Irlanda           |
| Thomas Woolner         | Pygmalion                                             | 1881 | Reino Unido de Gran Bretaña e Irlanda           |
| Frederick Tennyson     | Pygmalion (Daphne and Other Poems)                    | 1891 | Reino Unido de Gran Bretaña e Irlanda           |
| Andrew Lang            | The New Pygmalion or the Statue’s Choice              | 1911 | Reino Unido de Gran Bretaña e Irlanda           |
| Hilda Doolittle        | Pygmalion                                             | 1913 | Estados Unidos                                  |
| Guillermo Valencia     | Pigmalión                                             | 1914 | Colombia                                        |
| William Bell Scott     | "Pygmalion"                                           | 1923 | Reino Unido de Gran Bretaña e Irlanda del Norte |
| Genevieve Taggard      | Galatea Again                                         | 1929 | Estados Unidos                                  |
| Patrick Kavanagh       | "Pygmalion"                                           | 1938 | Irlanda                                         |
| Albert G. Miller       | Pygmalion                                             | 1945 | Estados Unidos                                  |
| Harry C. Morris        | Pygmalion                                             | 1956 | Estados Unidos                                  |
| Nichita Stănescu       | Către Galateea                                        | 1965 | Rumanía                                         |
| Katha Pollitt          | Pygmalion                                             | 1979 | Estados Unidos                                  |
| Joseph Brodsky         | Galatea Encore                                        | 1983 | Estados Unidos                                  |
| Claribel Alegría       | Galatea Before the Mirror                             | 1993 | Nicaragua                                       |
| Carol Ann Duffy        | Pygmalion's Bride                                     | 1999 | Reino Unido de Gran Bretaña e Irlanda del Norte |
| Melanie Challenger     | Galatea                                               | 2006 | Reino Unido de Gran Bretaña e Irlanda del Norte |
| Julieta Arella         | Galateica                                             | 2018 | Venezuela                                       |

| Cuentos                  | Cuentos                               |
| Autor/a                  | Título                                |
| ------------------------ | ------------------------------------- |
| Rousseau                 | Pygmalion, scéne lyrique              |
| Nathaniel Hawthorne      | The Birth-Mark                        |
| E. T. A. Hoffmann        | Der Sandmann                          |
| H. P. Lovecraft          | Herbert West: reanimador              |
| Jorge Luis Borges        | Las ruinas circulares                 |
| John Updike              | Pygmalion                             |
| Tommaso Landolfi         | La moglie di Gogol                    |
| Stanley G. Weinbaum      | Las gafas de Pigmalión (6/35 Wonder)  |
| Wilfred G                | Pygmalion's Spectacles                |
| Manuel Vázquez Montalbán | Pigmalión (Pigmalión y otros relatos) |
| Augusto Monterroso       | Pigmalión                             |
| Novelas                  |                                       |
| Autor/a                  | Título                                |
| Mary Shelley             | Frankenstein o el moderno Prometeo    |
| Henry James              | Retrato de una dama                   |
| Oscar Wilde              | El retrato de Dorian Gray             |
| George MacDonald         | Fantastes                             |
| Gaston Leroux            | El fantasma de la ópera               |
| Edith Wharton            | La casa de la alegría                 |
| Isaac Asimov             | The Positronic Man                    |
| William Hazlitt          | The New Pygmalion                     |
| Amanda Filipacchi        | Vapor                                 |
| Villiers de l'Isle-Adam  | La Eva Futura                         |
| Richard Powers           | Galatea 2.2                           |
| A.Grandes.R              | La maldición de Pigmalión             |
| Teatro                   |                                       |
| Autor/a                  | Título                                |
| George Bernard Shaw      | Pigmalión                             |
| Edgar Neville            | Prohibido en otoño                    |
| Jacinto Grau             | El señor de Pigmalión                 |
| William Schwenck Gilbert | Pygmalion and Galatea                 |
| Willy Russell            | Educando a Rita                       |
| Otros                    |                                       |
| Autor/a                  | Título                                |
| Pete Wentz               | Fall Out Toy Works                    |
| Watanabe Chihiro         | Pygmalion                             |

| Autor                | Título                                | Año  |         |
| -------------------- | ------------------------------------- | ---- | ------- |
| Homero Expósito      | PIGMALIÓN (música de Astor Piazzolla) | 1947 | Canción |
| Jean-Philippe Rameau | Pigmalión                             | 1748 | Ópera   |
| Arthur Saint-Léon    | Coppélia                              | 1815 | Ballet  |
| Gaetano Donizetti    | Il Pigmalione                         | 1816 | Ópera   |
| Franz von Suppé      | La bella Galatea                      | 1863 | Opereta |
| Marius Petipa        | Pygmalion, ou La Statue de Chypre     | 1895 | Ballet  |
| Radio Futura         | La estatua del Jardín Botánico        | 1982 | Canción |
| Slowdive             | Pygmalion                             | 1995 | Álbum   |

| Director    | Título                      | Año  |
| ----------- | --------------------------- | ---- |
|             | Pygmalion                   | 1938 |
|             | One Touch of Venus          | 1948 |
|             | My Fair Lady                | 1964 |
|             | Trading Places              | 1983 |
| John Hughes | Weird Science               | 1985 |
|             | Mannequin                   | 1987 |
|             | Goddess of Love (telefilme) | 1988 |
|             | Pretty Woman                | 1990 |
|             | Mannequin Two: On the Move  | 1991 |
| Woody Allen | Mighty Aphrodite            | 1995 |
|             | She's All That              | 1999 |
|             | S1m0ne                      | 2002 |
|             | Ruby Sparks                 | 2012 |
| Karl Freund | Mad Love                    | 1935 |